# Alphonse Daudet

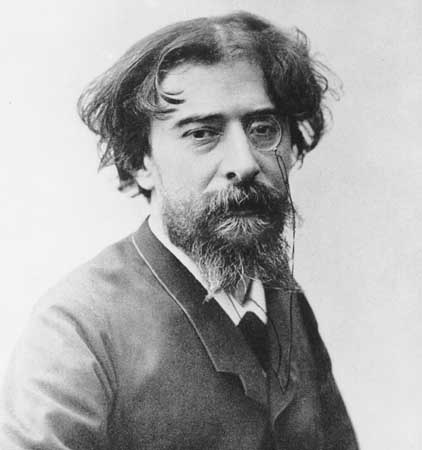
Alphonse Daudet.

Alphonse Daudet, född 13 maj 1840 i Nîmes, död 16 december 1897 i Paris, var en fransk författare och dramatiker. Han var bror till Ernest Daudet och far till Léon Daudet.

## Biografi
Alphonse Daudets far var sidenfabrikör som gick i konkurs. Alphonse Daudet reste 1857 till Paris och blev journalist och 1861-65 var privatsekreterare hos hertig Charles de Morny. Han debuterade 1858 med diktsamlingen Les Amoureuses. Han fortsatte verka som journalist och skrev även ett antal teaterpjäser. Daudet gifte sig 1867 med litteraturkritikern Julia Allard. 
Det verkliga genombrottet kom med den självbiografiska Le petit chose (1868) och novellsamlingen från hembygden i Provence, Brev från min kvarn (1869). I den förra märks tydliga influenser från Charles Dickens. Från Provence hämtade han också motivet till de tre böckerna om Tartarin, en jovialisk och skrytsam sydfransman: Aventures prodigieuses de Tartarin de Tarascon (1872), Tartarin sur les Alpes (1885) samt Port-Tarascon (1890).
Ett annat betydelsefullt verk är novellsamlingen Contes du lundi, med motiv från samma trakt. Daudet deltog i fransk-tyska kriget 1870-1871 och hämtade inspiration därifrån till flera noveller. Ofta präglas hans romaner med krigsmotiv av ett ganska påfallande tyskhat, någon som skiljer sig från hans inspiratörer Émile Zola och bröderna Goncourt. 
Daudet hade ständig anteckningsboken med sig och skrev ned ögonblicksbilder för att senare använda dem i sina romaner, och blev beskylld för att väl närgånget ha kopierat levande personer för sina romangestalter. Han tidigare arbetsgivare Charles de Morny är tydlig inspirationskälla i romanen Le nabab (1877), Léon Gambetta inspirerade honom till huvudpersonen i Numa Roumestan (1881). 
En annan parisisk nyckelroman är Les rois en exil (1879). Bland hans övriga psykologiska samhällsromaner märks Fromont jeune et Risler aîné (1874), Jack (1876), L'évangéliste (1883) samt Sapho (1884). Nästan alla Daudets romaner har dramatiserats, de flesta av honom själv. Av dramatiska originalverk märks främst L'arlésienne (1872), vilken tonsattes av Georges Bizet.
Han drabbades 1884 av ryggmärgsförtvining och blev rullstolsburen. Daudets Oeuvres complètes utgavs i 17 band 1899-1901. Han har även utgett de självbiografiska Souvernirs d'un homme de lettres (1888) och Trente ans de Paris (1888). 

## Eftermäle
Asteroiden 11484 Daudet är uppkallad efter honom.

## Verk
- L'œillet blanc (1865, tillsammans med Ernest Lépine)
  - Den hvita nejlikan: komedi i en akt (översättning Eugène Ludvig Fredrik Oscar von Stedingk, Lamm, 1865)
- Lettres de mon moulin (1869)
  - Brev från min kvarn (översättning Thord Lundgren, Karström bokhandel, 1930) (senaste upplaga 1984)
  - Brev från min kvarn (översättning J. Gunnarsson, Niloé, 1971)
  - Brev från min kvarn (översättning Gunnel Englund, Läsabra, 1982)
  - Brev från min kvarn ; Vackra nivernesiskan (översättning av Annika Solberger [Brev från min kvarn], Tom Wilson [Vackra nivernesiskan], Niloe, 1986)
- Le petit chose (1868)
  - Lille parfvelns historia (översättning Ernst Lundquist, Bonnier, 1879)
  - Tummeliten: ett barns historia (översättning M. Söderberg, Beijer, 1879)
- Tartarin de Tarascon (1872)
  - Tartarin från Tarascon och hans underbara äfventyr (anonym översättning?, Bonnier, 1881)
  - Tartarin från Tarascon (översättning Torbjörn Granlund, Åhlén & Åkerlund, 1925)
  - Tartarin från Tarascon (översättning Axel Berggren, Bonnier, 1926)
  - Tartarin från Tarascon (översättning Torbjörn Granlund, reviderad av Harry Lundin, Niloe, 1986)
- Les femmes d'artistes (1874)
  - Konstnärsäktenskap: pariserskizzer (översättning Mathilda Drangel, Weijmer, 1907)
- Fromont jeune et Risler aîné (1874)
  - Fromont j:r och Risler s:r (översättning E. Taube, Askerberg, 1875)
  - Fromont d.y. & Risler d.ä.: pariser-seder (översättning Gottfried Renholm, Bonnier, 1875)
  - Fromont junior och Rislet senior (översättning A. R. Isberg, Baltiska förlaget, 1929)
- Jack (1876)
  - Jack (översättning Gottfried Renholm, Bonnier, 1876)
- Le Nabab (1877)
  - Naboben: parisisk sedemålning (anonym översättning?, D. F. Bonnier, 1877)
- Les rois en exile (1879)
  - Konungarne i landsflykt (översättning C. H. Wallberg, Beijer, 1879)
  - Konungar i landsflykt (anonym översättning?, Hedlund, 1879)
  - Konungar i landsflykt: en roman ur nutidens historia (översättning E. F. Lönnrot, Seligmann,1879)
  - Kungar i landsflykt (översättning Erik Norling, Åhlén & Åkerlund, 1926)
- Numa Roumestan (1881)
  - Numa Roumestan (översättning Ernst Lundqvist, Seligmann, 1881)
- L'Évangeliste (1883)
  - Jagten efter själar (översättning Ernst Lundqvist, Seligmann, 1883)
- L'immortel (1883)
  - En odödlig (översättning Ernst Lundquist, 1888)
- Sapho (1884)
  - Sapho: en parisisk sedeskildring (översättning Ernst Lundqvist, Seligmann, 1884)
  - Sapho: parisisk sedeskildring (översättning Mathilda Drangel, Weijmer, 1910)
  - Sapho (översättning Oscar Nachman, Holmquist, 1913)
  - Sapho: en parisisk sedeskildring (översättning Ria Wägner, Tiden, 1956)
- Tartarin sur les Alpes (1886)
  - Nya Tarascon: den store Tartarins sista äfventyr (översättning Ernst Lundqvist, Geber, 1891)
  - Tartarins äfventyr bland Alperna: nya bedrifter af Tarascons hjälte (översättning S. B., Hierta, 1897)
- La Belle-Nivernaise: histoire d'un vieux bateau et de son équipage (1886)
  - Vackra nivernesiskan: en historia om en gammal båt och dess besättning (översättning Ernst Lundqvist, Geber, 1890)
  - Historien om en båt och dess besättning (anonym översättning?, Seligmann, 1890)
  - Vackra Nivernesiskan samt Arlatans skatt (översättning Tom Wilson, Nordiska förlaget, 1914)
  - Vackra nivernesiskan; Arlatans skatt (översättning Berit Nielsen, Niloé, 1962)
- Rose et Ninette (1892)
  - Rose och Ninette: sedeskildring för vår tid (översättning Ernst Lundqvist, Geber, 1892)
- La petit paroisse (1895)
  - Det lilla annexet (översättning Ernst Lundqvist, Geber, 1895)
- Le trésor d'Arlatan (1896)
  - Arlatans skatt (översättning Ernst Lundqvist, Geber, 1897)
  - Vackra Nivernesiskan samt Arlatans skatt (översättning Tom Wilson, Nordiska förlaget, 1914)
  - Vackra nivernesiskan ; Arlatans skatt (översättning Berit Nielsen, Niloé, 1962)
- Soutien de famille (1898)
  - Familjens stöd (översättning Ernst Lundqvist, Geber, 1898)
- La doulou (1929)
  - I smärtans riken (översättning Elias Wraak, Alastor Press, 2006) [innehåller även utdrag från Edmond de Goncourts Journal]

### Samlingsverk på svenska
- Skizzer och studier (anonym översättning?, Hæggström, 1877)
- Berättelser och skizzer (Almqvist & Wiksell, 1883)
- Berättelser i urval (anonym översättning?, Fritze, 1915)